# When Doctors Disagree
When Doctors Disagree é um filme mudo norte-americano de 1919, do gênero comédia, dirigido por Victor L. Schertzinger, escrito por Anna F. Briand, fotografado por Percy Hilburn e estrelado por Mabel Normand. O filme foi lançado pela Goldwyn Pictures, com uma duração de 50 minutos.

## Elenco
- Mabel Normand ... Millie Martin
- Walter Hiers ... John Turner
- George Nichols ... David Martin
- Fritzi Ridgeway ... Violet Henny
- Alec B. Francis ... Dr. Harris, Sr.
- William Buckley ... Dr. Harris, Jr.